# Luma apiculata
Luma apiculata är en myrtenväxtart som först beskrevs av Dc., och fick sitt nu gällande namn av Karl Ewald Maximilian Burret. Luma apiculata ingår i släktet Luma och familjen myrtenväxter. Inga underarter finns listade i Catalogue of Life.

## Bildgalleri

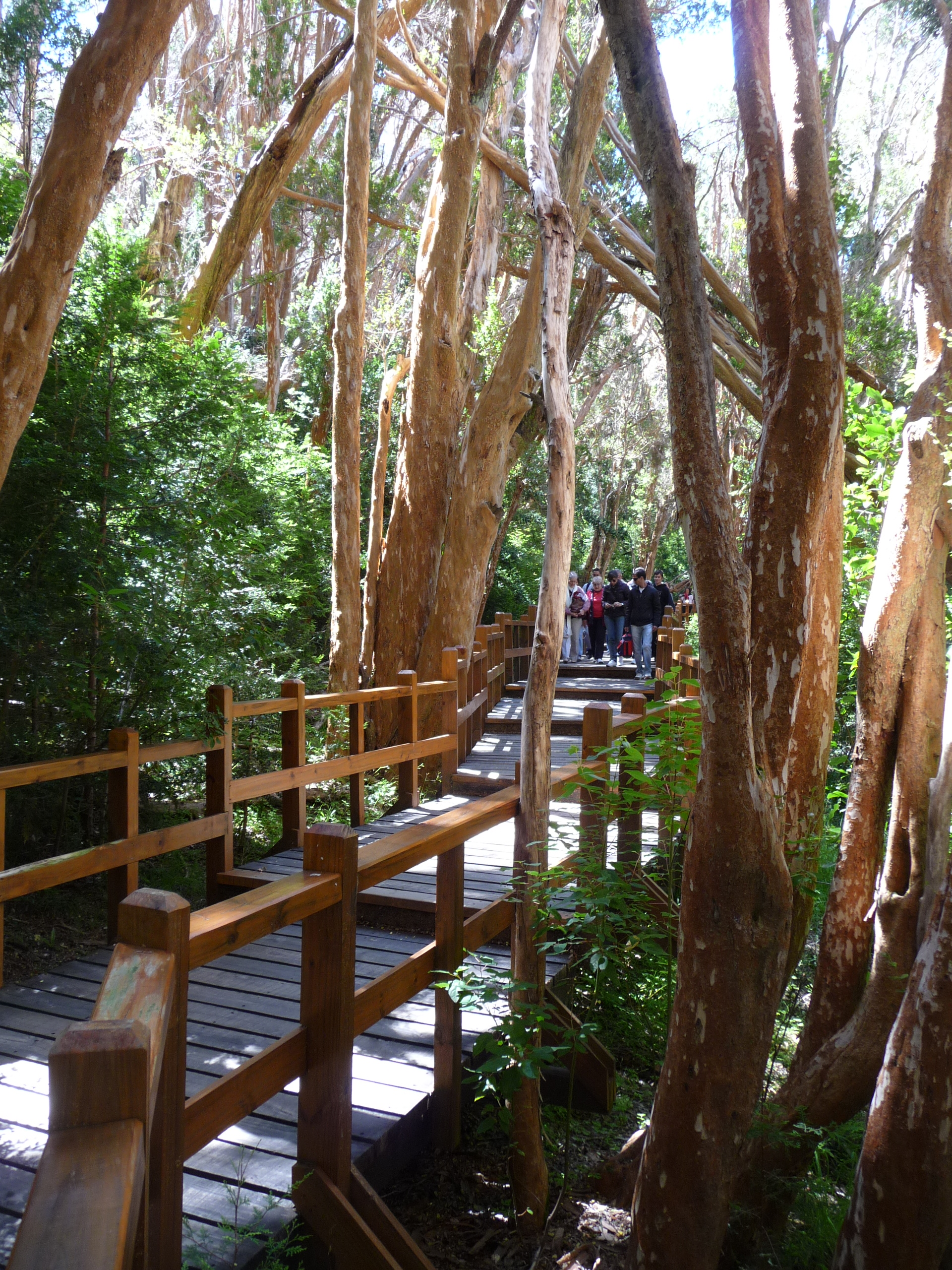
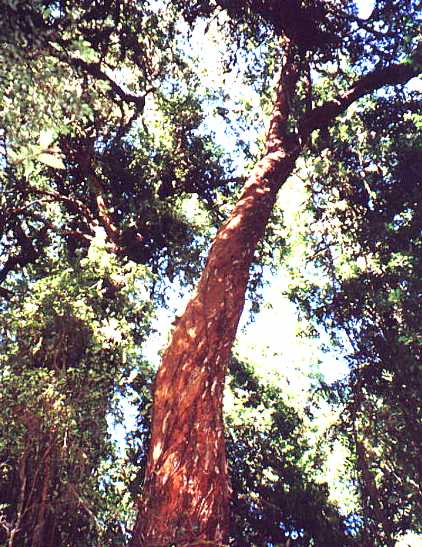
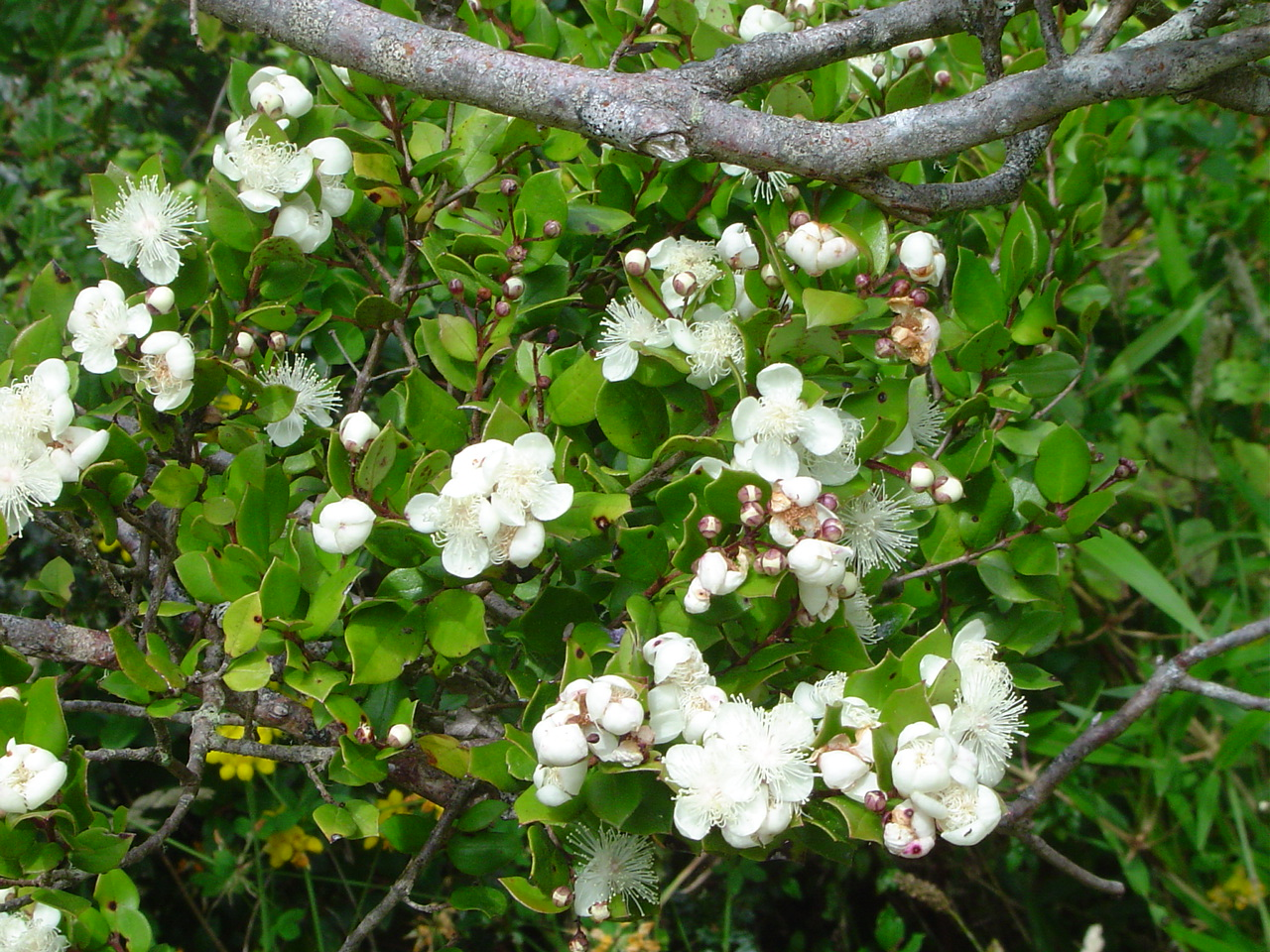
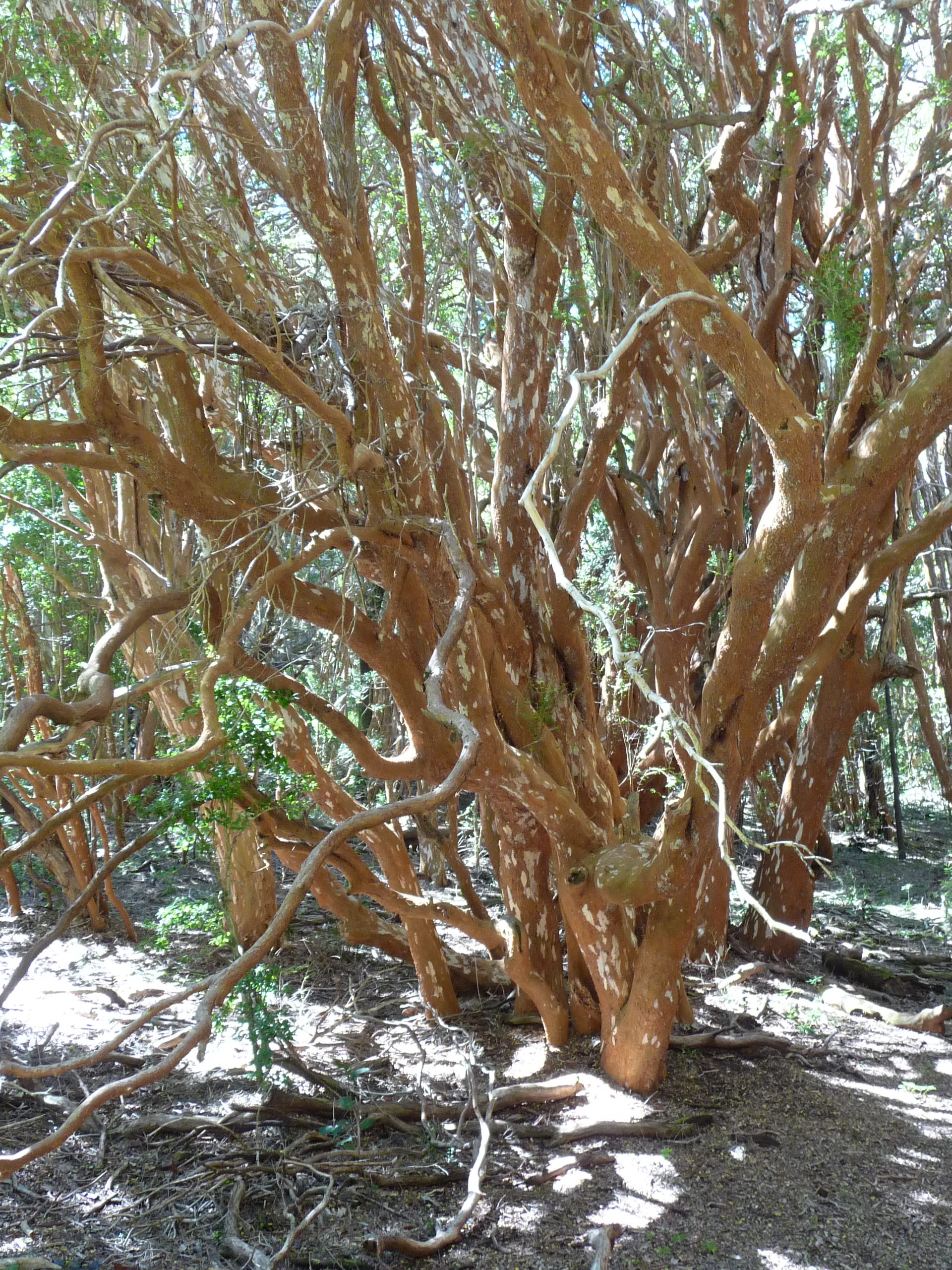